# Metrioptera tsirojanni
Metrioptera tsirojanni är en insektsart som beskrevs av Carl Otto Harz och H.K. Pfau 1983. Metrioptera tsirojanni ingår i släktet Metrioptera och familjen vårtbitare. Inga underarter finns listade i Catalogue of Life.